# The Last of Us

The Last of Usのロゴ。

『The Last of Us』（ザ・ラスト・オブ・アス）は、ノーティードッグ製作によるアメリカ合衆国のサバイバルホラーアクションアドベンチャーゲーム。PlayStation 3専用タイトル。日本でのリリースは2013年6月20日。略称は『ラスアス』および『TLoU』。2014年8月21日にPlayStation 4専用のHDリマスター版が発売された。
2020年6月19日に、本作の5年後を舞台とする続編『The Last of Us Part II』が発売された。
2022年9月2日に本作『The Last of Us』をフルリメイクした『The Last of Us Part I』がPlayStation 5で発売された。PC版も2023年3月29日にSteamとEpic Gamesストアから発売された。

## 概要
北米時間2011年12月10日、ニューヨークで開催された「Spike Video Game Awards」 (VGA 2011) にて公式発表された。
開発会社は、アンチャーテッド（以下UC）シリーズで知られるノーティードッグ。ノーティードッグとしては初となる、18歳以上推奨タイトルとなっている。ゲームエンジンはUCシリーズで使われていたものと似たノーティードッグ独自開発のもので、三人称視点をベースとしている。
開発にはノーティードッグ内の新たなチームが担当し、『UC2』のディレクターであるブルース・ストラリーがゲームディレクターとして開発を指揮した。作曲は、映画『バベル』や『ブロークバック・マウンテン』でアカデミー賞を受賞したグスターボ・サンタオラヤが担当した。
ストーリーは、中年男性ジョエルと、10代の少女エリーの旅を描く。その内容は、単なるゾンビゲームではなく、2人の愛情と信頼関係を重視した内容になっている。オンラインモードも搭載する。
当初は北米で5月7日の発売が発表されていたが、品質向上のために発売日が6月14日に延期された。ノーティードッグの公式声明によると、ゲームのあらゆる要素、ゲームプレイ、物語、アート、デザイン、テクノロジーなどに、極めて高いハードルを設定しており、ノーティードッグの定める高い水準に達するよう、発売延期の判断を下したとのこと。また、かつてノーティードッグが手掛けた作品の中で最長のボリュームであるとの見解を示している。
ノーティードッグは今作を1本のタイトルとして完結するゲームだと考え、当初は続編が発売される可能性が無いことを示唆していたが、追加エピソード『Left Behind -残されたもの-』の配信後には、「続編の制作に取り掛かる可能性は50%ある」と言及した。

## 開発
今作の世界は、「菌類が種別を越えて寄生したらどうなる？」という問いかけからスタートしたといい、感染者のコンセプトは、昆虫に寄生し、養分を吸い取った後にキノコとして地上に発芽する冬虫夏草の生態からインスピレーションを受けたという。
また、既存のゲーム作品より映画からの影響が強く、特にジョエル・コーエン、イーサン・コーエン監督のアカデミー賞受賞作、『ノーカントリー』を参考にしたという。
他にはアルフォンソ・キュアロン監督の『トゥモロー・ワールド』（原題: Children of Men、人類の子供たち）や、ジョン・ヒルコート監督の『ザ・ロード』、テレビドラマ『ウォーキング・デッド』も参考にしている。

## ストーリー

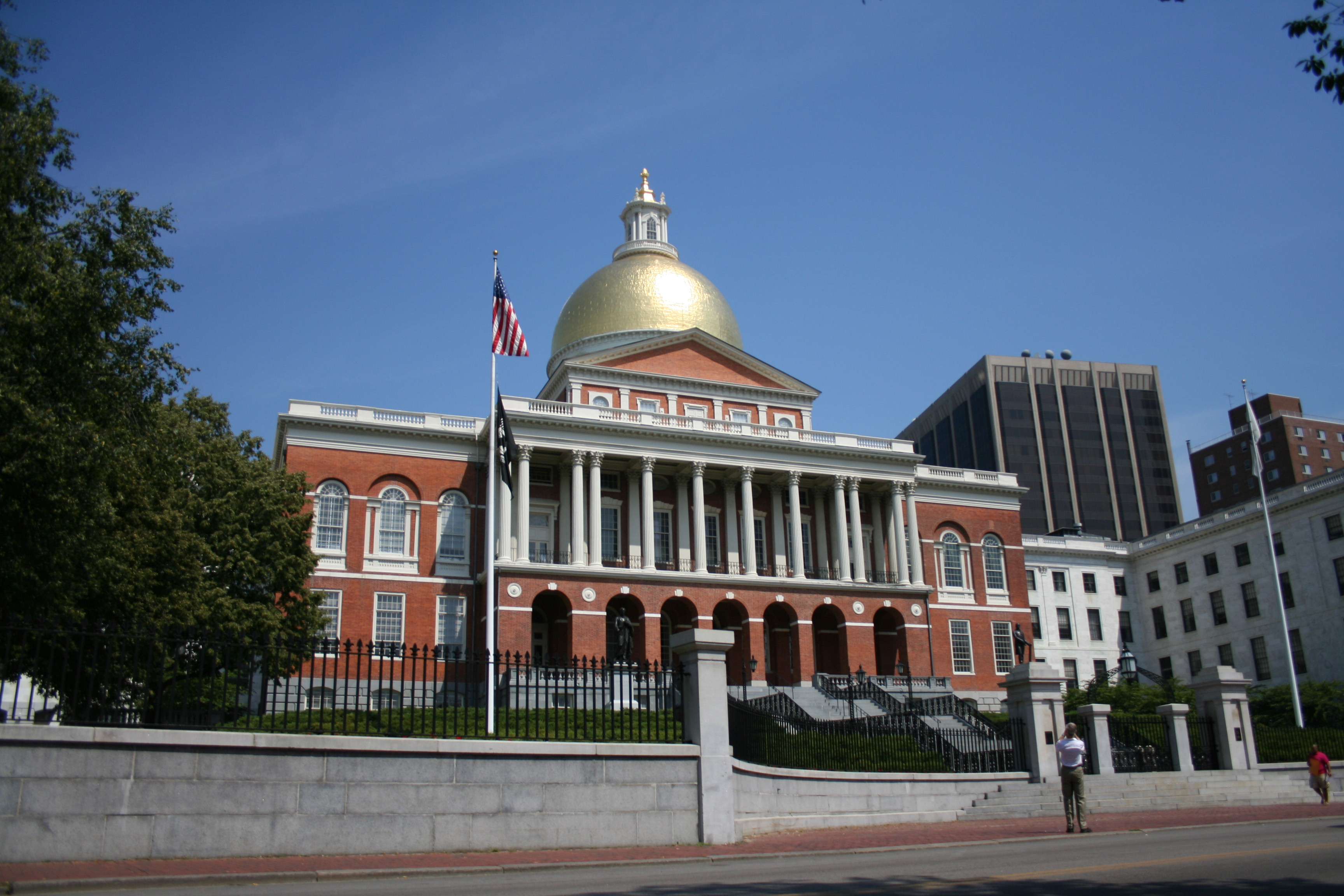
本作の序盤において訪れた、マサチューセッツ州会議事堂。

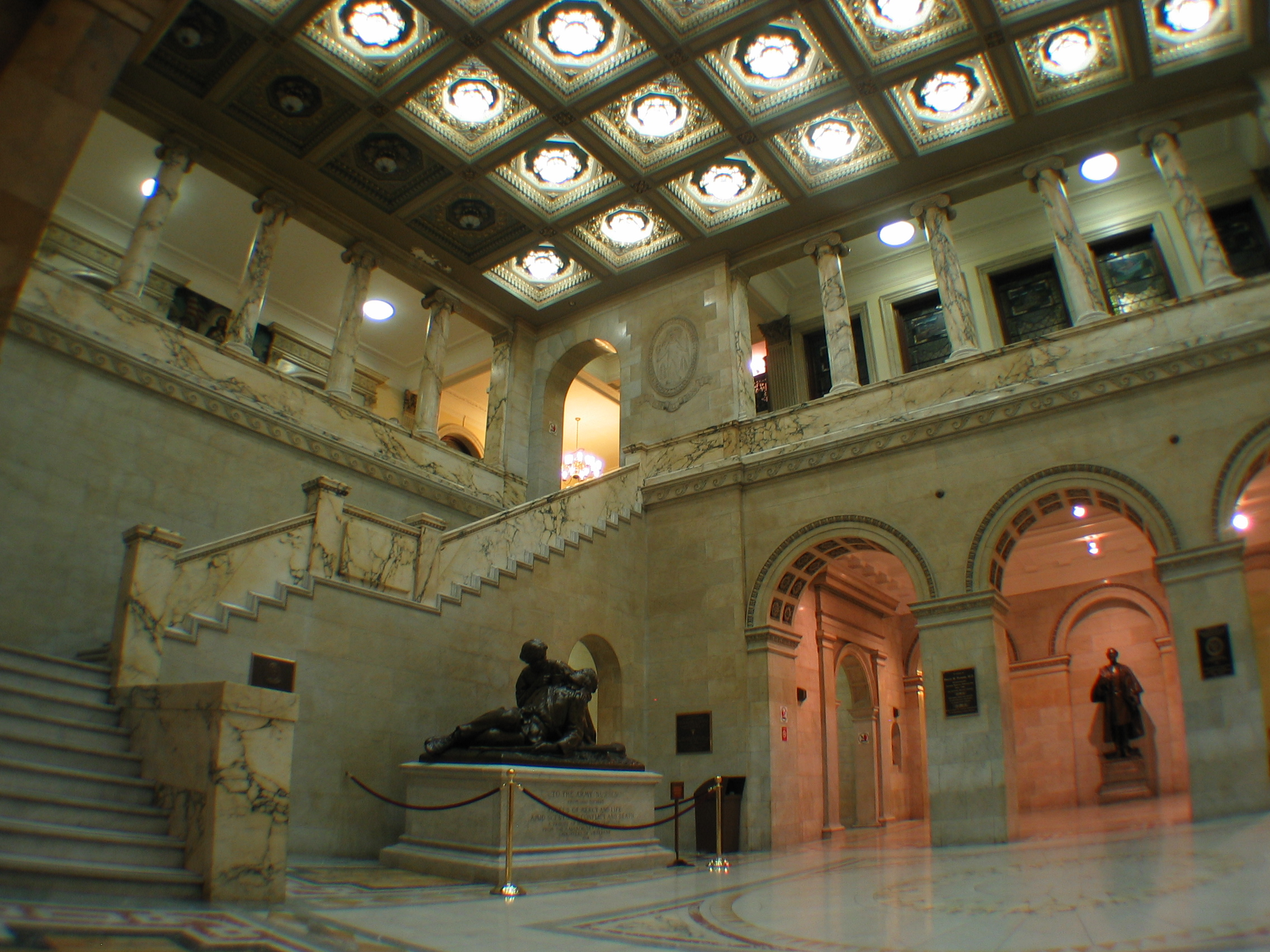
本作の序盤において訪れた、マサチューセッツ州会議事堂の内部。

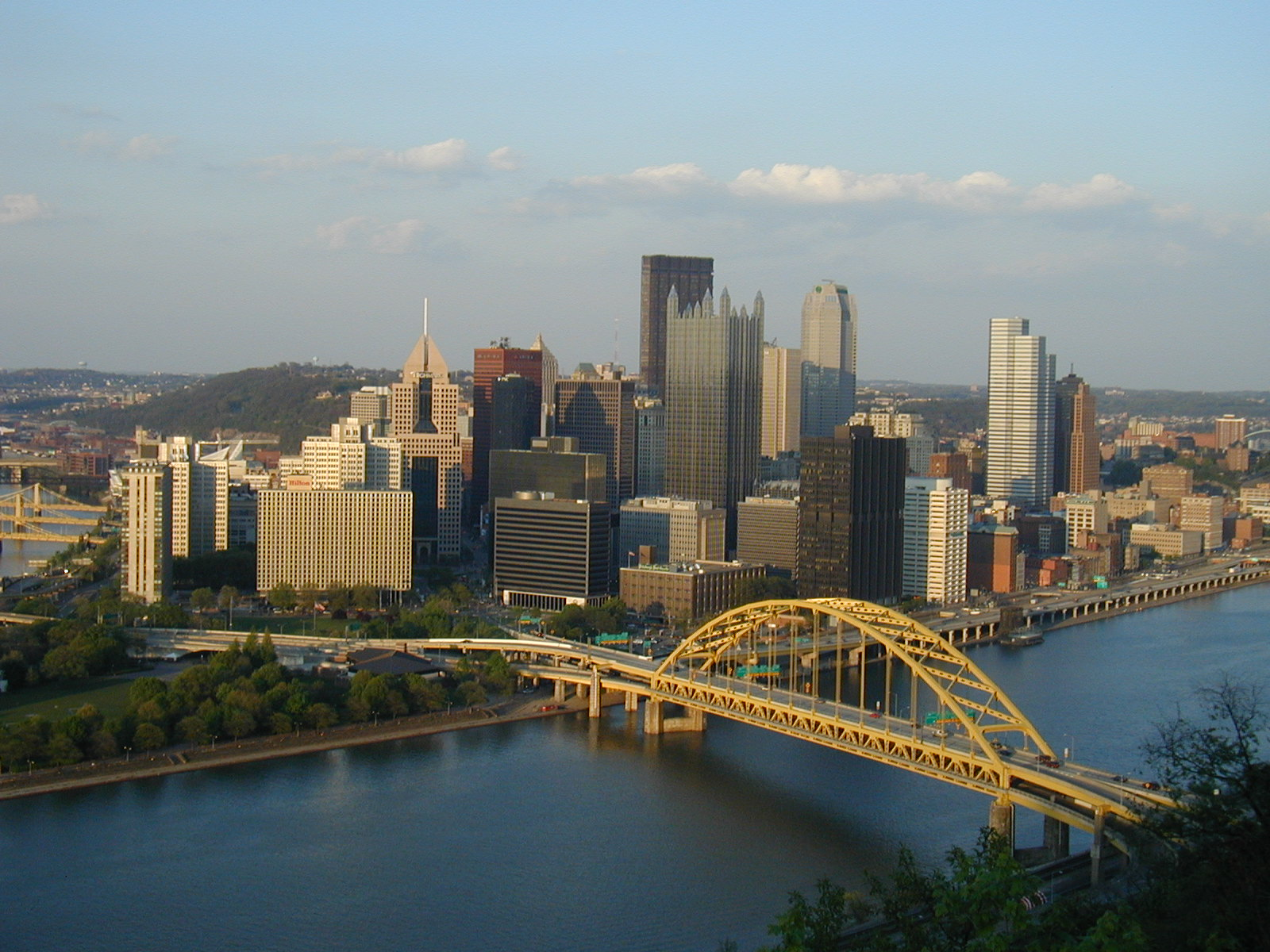
本作の中盤において訪れた、ピッツバーグのダウンタウンにある、黄色のアーチが印象的なフォート・ピット橋。

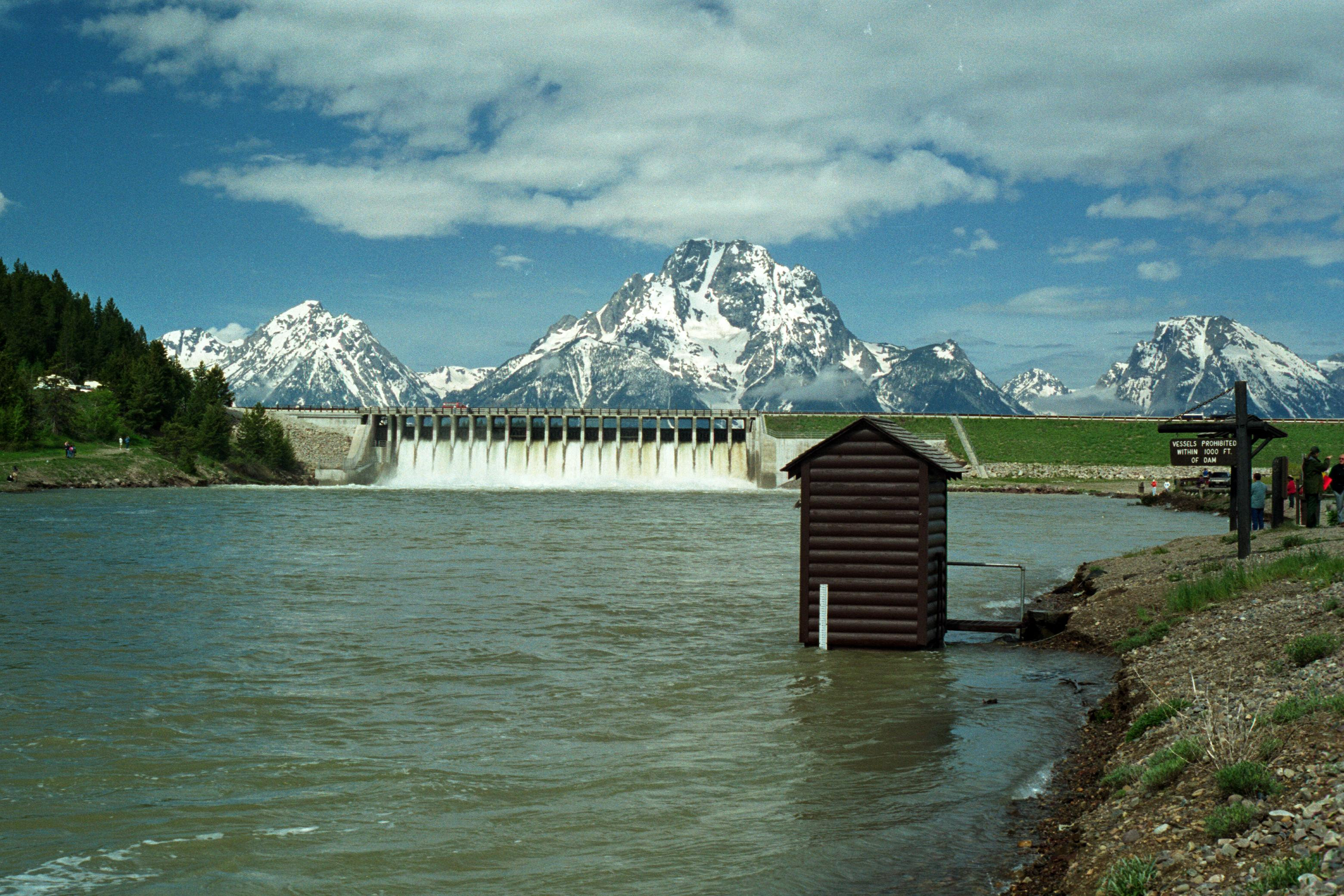
本作の中盤において訪れた、ジャクソンレイクダム。デザインは大きく異なる。ジャクソンの街の北、車で46分の距離にある。

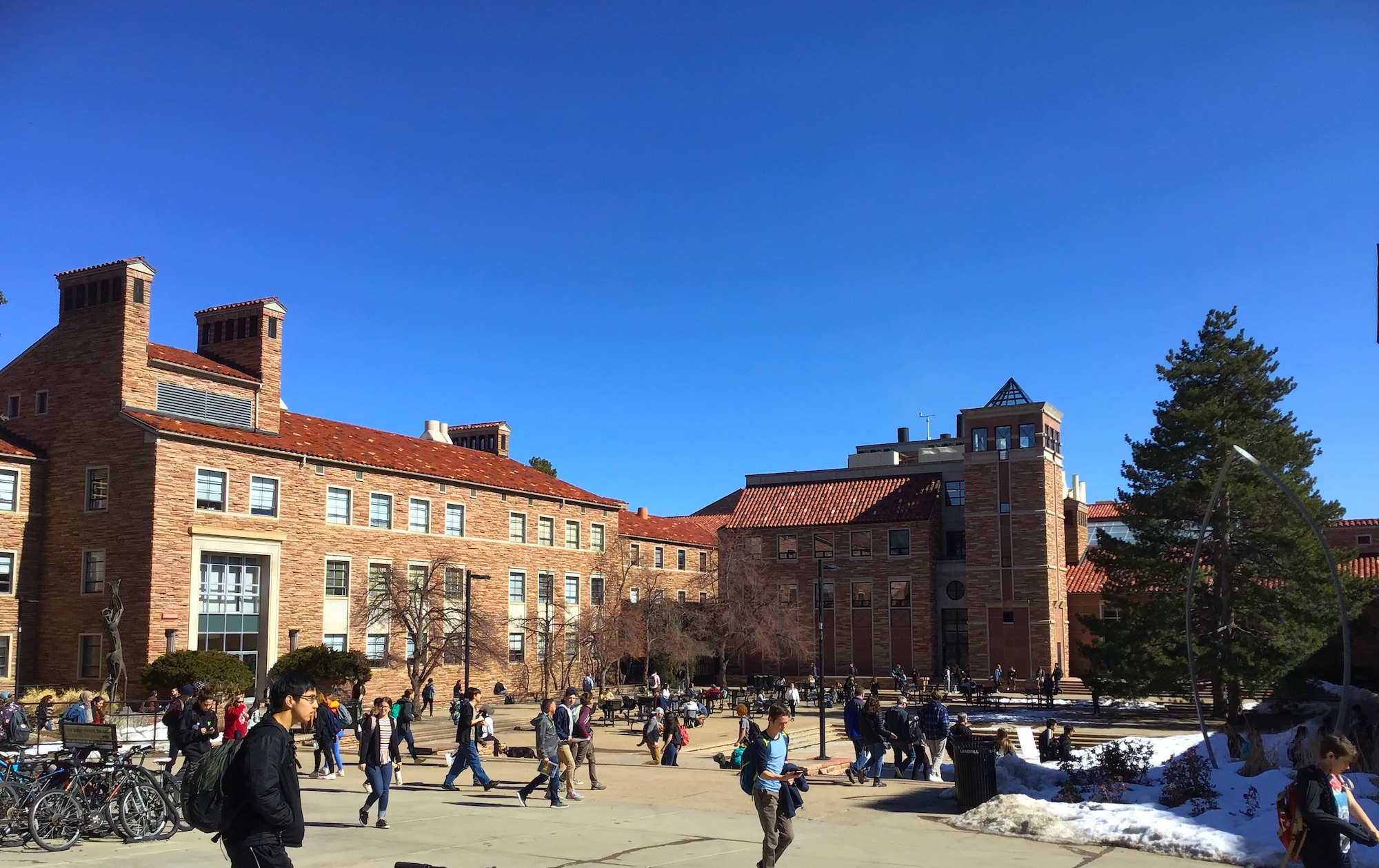
本作の中盤において訪れた、コロラド大学のメモリアルホール付近。

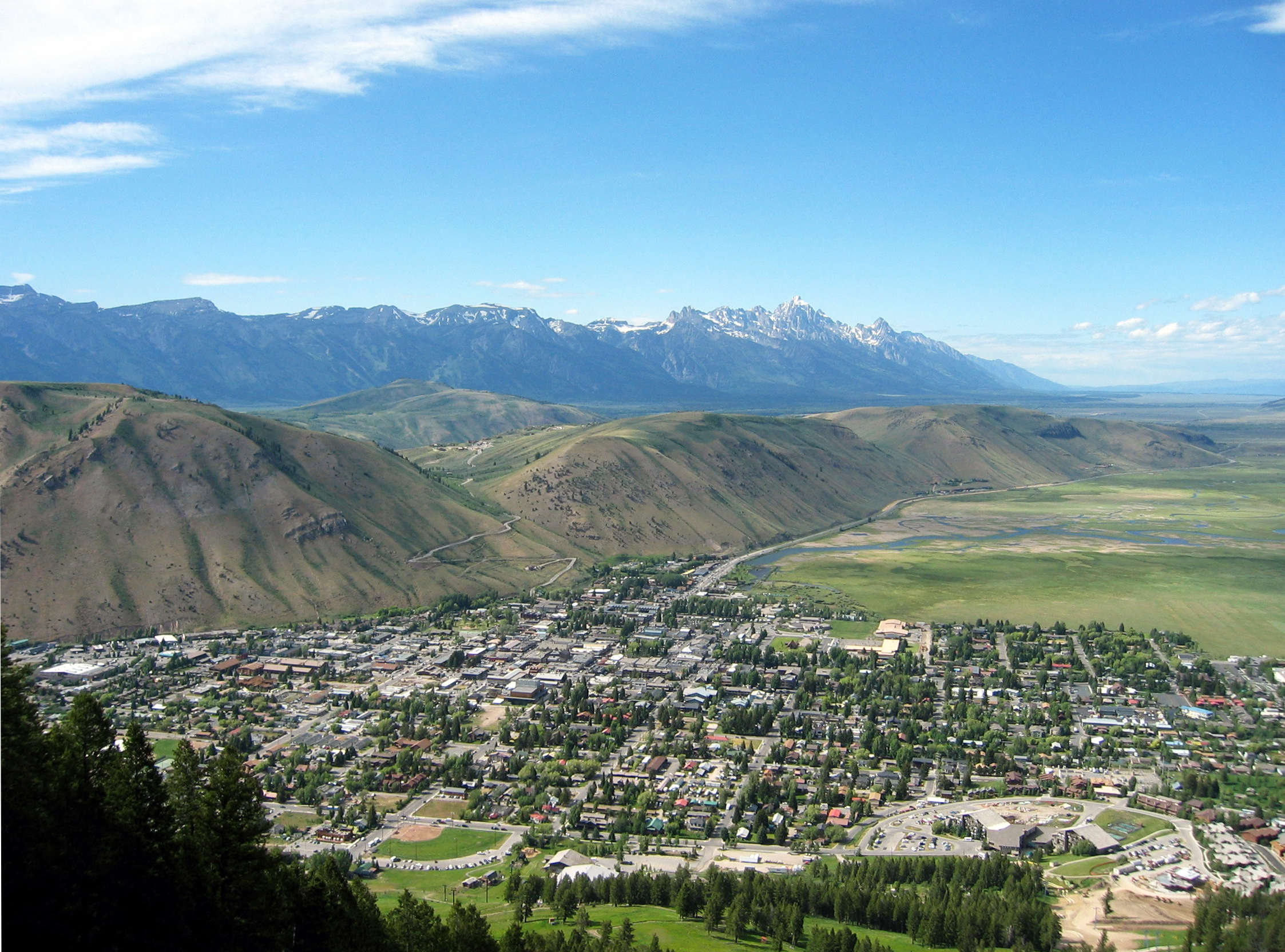
本作のラストで登場する、ジョエルの弟トミーが暮らしているワイオミング州のジャクソン市の風景。

プロローグ（テキサス州）
アメリカのある町で、謎の寄生菌による感染症が発生した。感染は急拡大し、自我を失い凶暴化した感染者が町中で人々に襲いかかる事態になり、町は大混乱に陥る。主人公のジョエルは、愛娘のサラと2人で平穏に暮らしていたが、弟のトミーの助力で混乱する町からの脱出を図る。
ジョエルは偶然遭遇した軍の兵士に助けを求めるが、兵士は2人の感染を疑う上官の指示で発砲。ジョエルはとっさに銃撃を避け、駆け付けてきたトミーが兵士を射殺するが、このとき重傷を負ったサラがジョエルの腕の中で息絶えてしまう。
その後、寄生菌の感染症は世界中に拡大してパンデミックとなり、急速に増加していく感染者には軍隊でさえも容易に対抗できず、人間社会は崩壊していった…。
マサチューセッツ州　ボストン(夏)
パンデミックから20年後。人類は未だ寄生菌の治療法を確立できておらず、文明や社会は崩壊し、生存者は四方を高い壁で囲まれた「隔離地域」に身を寄せ、軍隊による厳しい統制の下で暮らしていた。隔離地域の外は、凶暴な感染者や無法者のハンターが蔓延る危険地帯になっており、かつて人類が暮らしていた都市や町は荒廃しきっていた。
ジョエルは、マサチューセッツ州ボストンの隔離地域で相棒のテスと共に、ブラックマーケットでの闇取引を生業としていた。ある日、ジョエルとテスは武器取引を巡るトラブルに巻き込まれたことをきっかけに、反乱組織「ファイアフライ」の女リーダー・マーリーンから運び屋の仕事を頼まれる。その“荷”は、エリーという14歳の少女。彼女は寄生菌の抗体を持っていると目されており、寄生菌から人類を救う鍵となり得る存在だった。
ジョエル達は隔離地域を出て、至る所にいる感染者をかい潜りながら目的地の州議事堂までエリーを連れていくが、そこに待機しているはずのファイアフライのメンバーは全員殺害されていた。また、そこまでの道中でテスが寄生菌に感染しており、さらに州議事堂を軍の兵士が襲撃してきたことから、テスは「エリーを必ずファイアフライに送り届けてほしい」とジョエルに頼み、自ら囮となってジョエル達を逃がし、命を落とす。
ジョエルはテスの遺志を汲み、「どこか遠く、西の方にある」というファイアフライの拠点まで、エリーを送り届けることを決意する。こうして、ジョエルとエリーの長い旅が始まった。しかし、2人を待ち受けていたのは、常に死と隣り合わせの過酷極まる旅だった。
リンカン(夏)
州議事堂を後にしたジョエルは、車や銃・弾薬などを調達するため、マサチューセッツ州のリンカンを訪れる。そこは感染者が徘徊する小さな町だったが、至る所に罠が仕掛けられていた。そこで2人は、罠を仕掛けた張本人でかつてジョエルの仲間だったビルを訪ねる。ビルは車が欲しいというジョエルの頼みを突っぱねるが、過去に大きな借りがあるはずだと言われると、渋々ジョエル達に協力する。感染者が蔓延るエリアを潜り抜け、ジョエル達は高校に到着。しかし、そこでも大勢の感染者や、感染が進んで人間の面影を失ったブローターに襲われる。何とか車を入手したジョエル達は、ビルと別れて車で西に向かう。
ペンシルベニア州　ピッツバーグ(夏)
ジョエル達はペンシルベニア州のピッツバーグに到着するが、そこでハンター達に襲われ、乗ってきた車を失ってしまう。その後、ピッツバーグの金融街に辿り着いたジョエル達は、ヘンリーとサムの兄弟と出会う。エリーは同年代のサムと打ち解けて仲良くなり、ジョエル達は4人で先を進む。しかし、ハンター達や感染者との戦いを繰り返す中でサムが感染してしまい、ヘンリーは自らの手でサムを殺さざるをえなくなり、罪悪感と絶望から自らも命を絶ってしまう。
ワイオミング州　ジャクソン(秋)
ヘンリーとサムの墓を作った後、長旅を経てジョエル達はワイオミング州のジャクソン上流にあるダムに到着する。そこで弟のトミーと再会と果たし、トミーの妻マリアをリーダーとして統治されているコミュニティに協力して、襲撃者を撃退する。しかし、エリーが自身をトミーに引き渡そうとするジョエルに腹を立てて、馬を盗んで逃げてしまう。ジョエルはエリーの足跡を追い、ダムから少し離れた牧場でエリーを発見。そこでエリーはジョエルに対する本心を涙ながらに吐露する。その後、移動手段として馬のタコを手に入れたジョエル達は、トミーからファイアフライの研究所が東コロラド大学にあることを聞き、そこに向かう。
コロラド州　東コロラド大学(秋)
ジョエル達は東コロラド大学に到着し、敷地内を探索する。しかし、そこにファイアフライの姿はもうなく、感染者が蔓延る廃墟と化していた。ただ、ファイアフライがユタ州のソルトレイクシティに向かったことを示唆する手掛かりを発見し、2人はそこに向かうことにする。しかし、またもハンターたちに襲われ応戦するが、戦いの中でジョエルは重傷を負ってしまう。ジョエルはエリーの支えで、何とか馬のところにたどり着いて大学を離れるが、傷の痛みと失血の影響で馬から落ちて、意識を失ってしまう。
湖畔地帯(冬)
エリーは雪山の湖畔地帯のコテージにジョエルを匿い、看病の傍ら森に狩りに向かう。そこで鹿を追った先で、デビッドとジェームズと名乗る男達に出会う。エリーは2人を警戒し、弓を向けて2人に鹿と引き換えに抗生物質を要求。残った二人は建物内で待つが、感染者の襲撃を受け、共闘して撃退する。しかし、話の内容からデビッドがコロラド大学で戦ったハンターの仲間と分かり、エリーはジェームズから薬を受け取ると足早にその場を去る。湖畔のコテージに戻ったエリーは、抗生物質をジョエルに投与するが、翌朝に自分の後を付けたハンターたちがやってきて応戦。しかし、タコを殺され、自身もデビッドに捕まってしまう。
意識を取り戻したジョエルは、エリーの足跡を追って監禁されたエリーを助けに向かう。一方のエリーもデビッドの元から脱走し、ステーキハウスでデビッドと戦い彼を倒す。その後、無事に再会した2人はソルトレイクシティへと向かう。
ユタ州　ソルトレイクシティ(春)
ジョエル達はソルトレイクシティに着くと、ファイアフライがいるという病院に向かう。その道中の地下トンネルで水に流された2人は、ファイアフライに助けられる。ジョエルはそこでマーリーンと再会し、彼女の口から、エリーが感染した寄生菌は突然変異でありそれ故に抗体があること、そして彼女の体内の寄生菌を切り取って解析すればワクチンを作れることを聞かされる。しかし、寄生菌は脳と同化しているため、その寄生菌を切り取ることは、エリーが犠牲になることを意味していた。エリーの意思さえ確認することも許されない状況に置かれ、どうしても納得できないジョエルは、最愛の娘同然に「自らの命を懸けてでも救いたい」と思うようになったエリーを助け出すべく、ファイアフライの本拠地である医療施設でエリーを取り戻そうとファイアフライと戦う。
手術を強行しようとしていたアンダーソン医師を殺害し、エリーを助け出したジョエルは、説得して止めようとするマーリーンも射殺。その後はエリーと共に、弟のトミーのいるジャクソンへと向かい、エンディングを迎える。

## 世界
舞台はアメリカ。本編から遡ること20年前、突如として発生した謎の寄生菌によって人類は絶滅の危機に瀕する。寄生菌のパンデミックにより文明が衰退していく中、都市は自然に飲み込まれ、荒廃した。
人々は奇跡的に感染を逃れた「隔離地域」で暮らす。そこでは軍がすべての決定を下し人々を管理する。そして「治安の維持」という名目の下で感染が見つかった人や、窃盗や配給カードの偽造で捕まった人は処刑される。隔離された街から一歩外に出ると、いたるところで寄生菌に侵された感染者が蔓延っている。彼らの形状は感染の進行度合いによって異なり、生存者を攻撃して感染を広げようとする。また、他の生存者たちの中には他人を脅かし攻撃することで資源を得ようとしている輩もいる。
このゲームで本当に恐ろしいのは、感染者ではなく人間であるとされている。作中でも、ジョエルの知り合いであるビルが「感染者は（人間と違って）行動が予測できる」などと語っている。

## ゲームシステム
三人称視点
三人称視点がベースとなる。ジャンプは出来ないものの、それ以外の様々な動作が可能となっている。プレイヤーは基本的にジョエルを操作するが、エリーを操作する場面もある。
ステルス要素のあるTPSゲーム
敵は「感染者」と「人間」。物資が乏しい世界を舞台にした今作では主人公のジョエルが銃を乱射したり銃弾の雨の中を走ったりするような展開はほとんどなく、物陰に身を潜めながら窮地を切り抜けるステルスゲームの一面を持っている。
クラフト
ダメージを受けたプレイヤーの体力は時間経過では回復せず「治療キット」で回復させる。落ちている資源で工作する必要があり、拾った素材を組み合わせて作る。例えば、治療キットはアルコールと布きれ、ナイフはハサミとテープなどを組み合わせて工作する。
また、工作を行うためにゲーム中のインベントリメニューを開いている間もゲーム内の時間もリアルタイムで進行する。これはより現実的なシチュエーションを強調するためである。なお、この「工作」を行う時間等も道中に入手する「サプリメント」を使用する事により短縮出来るようになっている。
戦闘と武器
戦闘は左右トリガーによる「構えて、撃つ」が基本となる。武器には拳銃、弓矢、ショットガンなどの多彩な種類が用意されているが、いわゆる「小火器」の部類。ロケットランチャーやグレネードなどといった「重火器」は登場しない。近接格闘や拘束技も使用し、相手を盾に別の敵を攻撃することもできる。爆弾、煙幕、レンガ、空き瓶、火炎瓶等を投擲し、状況を有利に進めていく。また、ステルスキルも可能である。
AIによる相棒の学習
プレイヤーの行動により、AIであるエリーは主人公ジョエルの行動を覚えていく。例えば、プレイヤーが敵の頭に銃を突き付けて盾にするといった行動を繰り返すと、エリーもそのような行動をとり、また、猪突猛進な行動をとり続けると、エリーも猪突猛進な行動をするようになる。さらに、敵もジョエルの行動を覚えていく。
AIによる敵の学習
敵の動きも特定のパターンではないため、同じシチュエーションであってもプレイヤーによって敵のポジションなどが変化する。
“バランス・オブ・パワー”と開発スタッフが呼ぶAIシステムでは、敵対者達が、自らが置かれたあらゆる戦闘状況に合わせ、相互に援護し、必要なら助けを呼び、ジョエルが弾薬を切らしたり他の敵に攻撃されている時などは、その好機を利用するといった現実的な行動をとるとしている。
聞き耳
本作のサバイバルには周囲の物音を始めとするサウンド情報が非常に重要である。わずかな物音を聞きつけて襲ってくる感染者や他の生存者を相手にするには、自らも相手が立てる物音を利用しなければならない。「聞き耳」とよばれるシステムは、ボタンを押している間、壁越しの敵対者の姿が可視化されるものである。
また、このシステムを利用して、先述の「空き瓶」等を遠くに投擲し、陽動や集敵に使用する戦法も取れる。更にこの「聞き耳」システムも万全ではなく、警戒し気配を殺している敵、または行動を開始していない敵には「無反応」なので、油断すると敵の目の前に躍り出てしまう危険は拭えない。

## 登場人物

### 主人公
ジョエル・ミラー（Joel Miller）
声 - 山寺宏一 / トロイ・ベイカー
本作の主人公で、40代後半の男性。一見厳しくて頑固で口も悪いが、根は優しく、他人に対して親切に接することもある。パンデミック前は娘のサラと共に平穏な日常を過ごしていたが、パンデミックによりサラを含め多くを失った。
その後、混乱を極めた20年間を生き抜く中で、生き残っていくためなら手段を選ばないという冷酷さを身に着けた。現在は、ボストンの隔離地域のブラックマーケットで「運び屋」をしており、ドラッグや武器の密輸に手を染めている。ボストンのブラックマーケットのテスとは仕事仲間である。
エリーを最初はお荷物扱いしていたが、旅の過程で「相棒」として信頼するようになり、終盤ではエリーの命の危機に直面したことで、命を懸けてでも守りたい「娘」のような存在になっていく。
近接格闘だけでなく武器の扱いにも長けており、拳銃はもちろんショットガンやライフル銃、弓なども使いこなす。
劇中において、サラやテス、サム＆ヘンリー兄弟のことなど、亡くなった者のことを振り返ることを避けており、「失った者は戻らないんだ」と語るなど、サラとの写真さえ手元に置くことを避けていた。しかし、エリーとの旅を通して、「どんなに頑張ってみても、過去からは逃れられないな。ありがとう」とエリーに告げて、サラとの写真を受け取れるまでになった。
エリー・ウィリアムズ（Ellie Williams）
声 - 潘めぐみ / アシュレー・ジョンソン
本作のヒロインで、14歳の少女。男勝りな性格で、行動力があり芯が強い。喧嘩っ早く口が悪いが、子どもらしい一面もある。パンデミック後に生まれたため、パンデミック以前の豊かな時代を知らない。ゲーム好きの友人・ライリーの影響でアーケードゲームを見ると興奮したり、楽器に興味があるような言動をしている。レズビアンであり、DLC「Left Behind ‐残されたもの‐」では同性の友達のライリーにキスをしている(クリエイティブ・ディレクターのニール・ドラックマンが「エリーが同性愛者であるという考えの元で脚本を書いた」と語っている)。
寄生菌に感染しているが、感染から3週間以上経っても発症が見られないため、寄生菌への免疫を持っているとされている。そのためか、寄生菌の胞子が充満している場所(常人なら直に呼吸すると死亡する)も、ガスマスクなしで普通に行くことができる。
当初はジョエルから「武器を持たない」ように指示されていたが、中盤のピッツバーグの金融街からは拳銃やスナイパーライフルで援護したり、敵にステルスキルをしてくれるほか、ジョエルが負傷して以降は弓などを持つようになる。ランナー相手だと後ろからナイフで一撃死させるなど、ジョエルよりも容易く倒している。泳ぐことができないため、ジョエルの助けを借りながら水を避けて旅をしている。

### マサチューセッツ州 ボストン
テス（Tess）
声 - 田中敦子 / アニー・ワーシング
ボストンのブラックマーケットの運び屋。ジョエルとは仕事仲間である。ジョエルと同じように生き抜くために手段を選ばないところがあり、そのために敵意のある人間に対しては一切の容赦はないが、その反面ジョエルやブラックマーケットの仲間からは信頼を得ていたり、エリーに対しても気遣いの言葉を掛けている。序盤からはジョエルや途中からエリーを加えて行動を共にするが、その途中で感染し、最後は追ってきた軍を相手にジョエルとエリーを逃がすための囮となって死亡した。
ロバート（Robert）
声 - 相沢まさき / ロビン・アトキン・ダウンズ
ジョエルとテスの商売敵。彼らが運ぶ物資を横取りする等の妨害を行っており、後に武器をも奪取したが、それを知ってアジトに乗り込んだジョエルとテスに追い詰められ、武器をファイアフライに売った事を白状した。その後、命乞いをしつつも必死で言い訳するが、最後はその行動に呆れたテスに射殺される。
マーリーン（Marlene）
声 - 朴璐美 / マール・ダンドリッジ
軍への抵抗勢力組織「ファイアフライ」の女性リーダー。理想のためなら手段を選ばないが、反面では軍による攻撃で壊滅的打撃を受けている現組織に危機感を覚えている。また、エリーの母親とは友人であった為にエリーが赤子の頃から知っており、そのためにワクチンのためにエリーを犠牲にする事に関しては肯定しつつも内心では躊躇いも見せていた。
軍との戦いで負傷したことが原因でエリーをアジトまで送り届ける事が出来なくなったために、途中で出会ったジョエルにエリーを託した上でアジトまで来るように促し、すぐにその場を去った。
終盤のソルトレイクシティで再登場し、エリーを巡ってジョエルと衝突し、エリーを取り返された末にジョエルによって射殺された。
次回作においても回想シーンで登場しており、アビーの父親である医師に対して、「あなたの娘でも同じ決断を下せるのか？」と言うなど、実はエリーを犠牲にすることを最後まで止めようとしていた事が描かれている。

### マサチューセッツ州 リンカン
ビル（Bill）
声 - 谷昌樹 / W・アール・ブラウン
ジョエルの密売仲間で、調達係。大変偏屈な性格で、他者に心を開くことは滅多にない。「感染者よりも人間のほうが怖い」と思っており、基本的に極度の人間嫌いである。
車の修理ができ、多数のトラップを仕掛けた町にたった一人で住んでいる。仲違いをして自分のもとを去った男性のパートナー（恋人）であるフランクを「大切な人」だったと言い、そのフランクが首を吊って自殺しているのを目撃してショックを受けたり、ゲイ向けのポルノ雑誌を愛読していたりするなど、同性愛者であることが示唆されている。
車を必要としたジョエル達に協力を求められて最初は断るが、彼からの借りを返してほしい旨を伝えられた事で止むを得ずに協力することとした。その後、動く車を確保した後、「借りはチャラだ」としてジョエルとエリーに町から出ていくことを催促した。

### ペンシルベニア州 ピッツバーグ
サム（Sam）
声 - 内山昂輝 / ナジ・ジェター
ジョエルとエリーが旅の途中で出会う生存者の13歳の少年。エリーよりも身長はかなり低い。兄のヘンリーを始めとする生存者のグループで行動していたが、物資を探しに入ったピッツバーグでハンターの襲撃に遭ってしまい、ヘンリーと二人で行動していたところをジョエル達と出会う。その後、共に行動していくうちに年の近いエリーと親しくなっていくが、後に感染し、最後はエリーに襲いかかったところをヘンリーに射殺された。
ヘンリー（Henry）
声 - 坂口候一 / ブランドン・スコット
サムの兄で、生存者のグループの一員。サムを愛しており、まだ幼い彼のことを心配する余り、時には他者に対して厳しい反応を示すこともある。物資を探しに入ったピッツバーグでハンターの襲撃に遭って仲間とはぐれ、サムと二人で行動していたところをジョエル達と出会う。その後、4人で行動して協力関係を築くが、後に感染したサムを自らの手で殺すことになり、パニックになってジョエルに責任転嫁した挙句、最後は手にしていた拳銃で自ら命を絶った。

### ワイオミング州 ジャクソン
トミー・ミラー（Tommy Miller）
声 - 高橋広樹 / ジェフリー・ピアース
ジョエルの弟。ジョエルと同じように感染発生前は普通の暮らしをしていたが、突然のパンデミックによる混乱で彼と共に町を追われた。その後は兄弟で生き抜いてきたが、意見の相違からジョエルと決別する。その後、一時期ファイアフライに属していたが、暫くして脱退し、ジャクソンで生存者グループのサブリーダー的な地位のメンバーとして生活するようになる。その後は修理中の水力発電所へとやって来たジョエルと再会し、エリーをファイアフライへ届けるために助力する。
続編ではジャクソンのリーダーとして登場している。
マリア・ミラー（Maria Miller）
声 - 浅野真澄 / アシュレイ・スコット
トミーの妻で、生存者グループの女性リーダー。パンデミック後にトミーと出会って結婚し、現在はジャクソンの水力発電所近くの村で生活しているが、ジョエルとエリーが発電所へとやって来た際にはトミーと共にエリーを守るために協力する。
続編にも登場している。

### コロラド州 湖畔地帯
デビッド（David）
声 - 大川透 / ノーラン・ノース
湖畔地帯などをアジトとするハンター達のリーダー格の一人。エリーと共に行動するうちに彼女に興味を持ち、仲間に引き入れることを画策するが、仲間達を殺したジョエルの連れであることが分かり、最終的には対立する。湖畔地帯のステーキハウスにエリーを追い込むが、最後にはエリーに殺害された。
ちなみに北米版では組織的にカニバリズムを行っており、これもエリーに拒絶された理由である。日本版ではこの描写は改変されている。
ジェームズ（James）
デビッドと一緒に行動していたハンター。エリーが仕留めた鹿と引き換えにデビッドから薬と注射器を持ってくるように指示され、渋々アジトに取りに行った。アジトから戻って来た際、エリーが自分たちの仲間を殺したジョエルの連れであることを知り、直後に怒りを露わにしてエリーを銃で威嚇するが、デビッドに制止されて渋々薬を渡した。その後、デビッドに捕らえられたエリーが牢で目を覚ました際には、牢の前で肉を切断していた。デビッドと共にエリーを殺そうとしたが、感染者に噛まれたエリーの腕を見てデビッドと共に動揺してしまい、最後はその隙を突いたエリーによって殺された。

### その他
サラ・ミラー（Sarah Miller）
声 - 藤村歩 / ハナ・ヘイズ
ジョエルの亡き娘。ジョエルとの仲は良好なようで、彼の誕生日には腕時計をプレゼントしていた。20年前の突然のパンデミックの際にジョエルと共に逃げるが、最後はその途中で兵士に撃たれて命を落とす。
イシュ（Ish）
パンデミック当時から地下水路に住んでいた生存者。出会った生存者のカイルやスーザン、二人の子供と共に地下水路で暮らしていたが、扉の閉め忘れが原因で感染者の大群により行き場を失った。その後の消息は不明である。
カイル（Kyle）
スーザンの夫。イシュと出会い、共に妻のスーザンと子供達と地下水路を守ってきたが、感染者の大群により地下水路のある部屋に追い詰められ、二人の子供と一緒に心中した。
スーザン（Susan）
カイルの妻。感染者の襲撃により子供を失うが、それでも逃げ延びてイシュと共に外の民家に隠れる。その後の消息は不明である。
フランク（Frank）
ビルのパートナーの同性愛者。ビルを嫌いつつも内心では気に掛けていた。ビルの元を離れた後は感染し、最後はビルに宛てた遺言を残して自殺していた。
タコ
ジョエル達の愛馬。名前の理由は手や足にできる角質(タコ/肉刺)から来ている。元々はトミーが所有していたが、後にジョエルたちに譲り受けられ、二人の愛馬となって移動手段に使われる。その後、ジョエルが一時動けなくなった後はエリーの移動手段に使われたが、最後はエリーを追跡していたハンター達によって撃ち殺された。その後はハンター達によって回収され、彼らの食料にされた。
兵士
感染者から逃げ惑うジョエルとサラを呼び止めた兵士。情報を共有していた上官から感染の疑いがある2人を撃つよう命令され、「小さな女の子もいるんですよ!?」と躊躇しながらも発砲し、サラに致命傷を負わせるが、あとから来たトミーに射殺される。
ジミー
ジョエルの友人でジョエル宅の近所に住む。感染したらしく、一家もろとも連絡が取れなくなっていた。感染者（ランナー）となってジョエルとサラを襲うが、ジョエルに射殺される。
吹き替え版のキャストは青木強、青山穣、飯島肇、石上裕一、石田嘉代、逢坂力、樫井笙人、河本邦弘、木下紗華、木村雅史、櫛田泰道、斉藤次郎、佐藤晴男、白熊寛嗣、高瀬右光、滝知史、武田幸史、武田華、玉木雅士、田村聖子、東條加那子、乃村健次、羽飼まり、樋口智透、まつだ志緒理、間宮康弘、丸山壮史、最上嗣生、行成とあ

## 組織・勢力

ファイアフライのマーク。

米陸軍
隔離地域を管理する組織。軍が定めたルールに違反した者や感染の疑いがある者は、直ちに処刑される。また、各地の都市部で感染者の封じ込めを行っているらしく、米陸軍の表記があるドアストッパーが各地に点在している。ハンヴィーなどの崩壊前の兵器などを数多く使っており、銃火器なども崩壊前のものを使っているようである。また、車用のバッテリーを作ることが出来るなどの文明崩壊後も高い水準の技術を保持しており、隔離地域の外でパトロールや物資調達を行っているが、実はゲーム中ではボストン以外にもピッツバーグ、アトランタに設けられた隔離地域の管理を行っている事が遺物から分かる。
ハンター
見捨てられた地域などで活動する複数のグループの総称。湖畔地帯などで活動するグループはデビッドがリーダー格の一人を務めている。軍や他の生存者達から奪った武器で武装して略奪行為を働いたり、他の生存者を襲ったりしている。
ファイアフライ
マーリーンをリーダーとする軍への抵抗組織。崩壊前の世界に存在した「政府」の復活を理想に掲げており、目的のためには手段を選ばない一面があり、不利益となる人間の殺害やテロ行為なども厭わない。また、各地に拠点を持つ為にかなり大きな規模を誇っており、独自に大学でワクチン開発を続けたり、研究施設を兼ねた病院で外科手術が可能な設備を維持していたりと技術水準も高い。隔離地域に禁輸品を持ち込んで戦力を蓄えてきたが、軍との抗争によって壊滅的な打撃を受ける。
終盤ではエリーを巡ってジョエルと対立し、その際にマーリーンがジョエルに殺されたことで投票の末、解散することになる。しかし続編の終盤において「ファイアフライの生き残り」がカリフォルニアに集結していることが明かされている。

## 登場する敵

### 感染者（インフェクテッド）
謎の寄生菌に寄生され、感染者となった人間。非感染者に襲い掛かり、噛み付くことで菌を感染させる。感染すると脳内で菌が増殖して目から外に広がるため、感染者は盲目になる（そのため、ライトで照らしても反応しない）。また、体内の菌が成長・発芽すると周囲に大量の胞子ガスを撒き散らす苗床と化す個体も存在する。感染者は体を変形させる菌の成長により痛みでうめき声をあげる。菌の侵食度によって、以下の形態に変異する。ブローター以外の3種はプレイヤーを掴むと「噛みつき攻撃」を行うが、これは残りHPに関係なく受ければ即死となる。
ランナー
感染して間もない状態。通常の人間は、感染してから遅くとも2日でこの状態となる。外見は感染前と大差は無いが、感染前の知能や人格は失われており、凶暴になっている。身体能力は高く、名前の通り人間を発見すると走り寄り、素手での殴打や掴みからの噛み付き攻撃を仕掛けてくる。常に集団で行動する。
ストーカー
感染者の第2段階。感染して2週間から1年間。頭部がキノコ状に変異しかけているが、まだ人間の原形を留めている。名前の通り物陰に潜み、プレイヤーを発見しても直ぐには仕掛けてこず、背後から奇襲しようとする。身体能力はランナーと大差は無いが、ランナーよりも視力が悪く、聴力が発達している。攻撃手段はランナーと同じ。
クリッカー
感染者の第3段階。感染して1年間以上。頭部が大きくキノコ状に変異しており、人間だった頃の顔が全くわからない状態になっている。視力を完全に失っており、代わりに聴力がかなり発達している。名前の由来であるクリック音に似た鳴き声を発し、その反響音で獲物の位置や周囲の地形を感知する。獲物を感知すると走り寄り、掴みからの噛みつき攻撃を行う。
生存者に気付いていない時、顔を引っ掻いていることがある。これは意識は無いものの、本能的に感染に対抗する宿主の意識の痕跡が残っていることを示唆する。
ランナーやストーカーよりも力が強く、ナイフでの反撃以外に噛みつき攻撃の回避手段が無い。そのため、ナイフを所持していない場合は、掴まれた時点で死亡が確定する。また、耐久力も高く、絞め落としによるステルスキルも不可能（素手でも殴り続ければ倒せるが、掴まれる可能性が高く危険）。
ブローター
感染者の第4段階。感染して数年間。全身がキノコ状の腫瘍に覆われており、元の人間の面影が完全に無くなっている。体は鎧のように硬く、銃撃に対する耐性が非常に高い。他の形態とは異なり、プレイヤーを掴むと両手で顎を引き裂く「引き裂き攻撃」を行う。この引き裂き攻撃は回避手段が無いため、掴まれた時点で即死となる。
また、プレイヤーが離れていると胞子の塊を投げつける中距離攻撃を行う。この塊が破裂すると、一定時間その周囲に胞子が充満し、プレイヤーはその空間にいるとダメージを受けるため、高難易度だと被弾したらほぼ即死する。
これらの諸性質から、通常の銃火器で倒すのは難しく迂闊な接近も即命取りになるため、かなりの強敵。一方で火を最大の弱点としており、火炎瓶や火炎放射器での攻撃には脆い。また、実は足が弱点で、エリー編においてはブローターが高所から降りてくる際に、猟銃で足を攻撃すると一撃で倒せるほどである。
コロニー
現時点の感染者の最終段階。ブローターからさらに感染が進み、生命活動を終えて死亡した後の姿（ブローターになる前の感染者も、死亡すると同じ姿になる）。死んだ場所と一体化していき、キノコのような物体や触手が生える。この状態になると胞子を大量に散布し始めるので、付近を通る際はガスマスクが必要になる。

### 人間
生身の人間で、主に軍の兵士やハンターなどと戦うことになる。
銃か近接武器で武装しており、専ら身体能力に任せて突撃して来る感染者とは違い、待ち伏せや回り込み、カバーアクションなどを積極的に駆使して高度な戦闘行動を取り、連携も行う。

## 用語

ジョエル達の旅路のルートを単純化したもの。

隔離地域
パンデミックが発生した当初、感染者が現れる前に軍によって「奇跡的に」封鎖が完了した地域。生き残った人々が生活している。軍が統治しており、チェックポイントでエリアが区切られ学校や食料の配給などもすべて軍が管理している。
非常に高いコンクリート製の壁で囲われており、感染者を阻止しているが地下や建物の中に抜け道が多くあるため隔離地域から外に出る事も可能。隔離地域に収容できる人数に限界があることもあって、基本的に外から来た人間が入る事はできない。そのため裏で隔離地域へ案内する代わりに報酬を得ている者もいる。
通貨は価値がなくなっているらしく、仕事の報酬は主に配給カードによって支払われている。
物資不足は深刻で、配給量が減らされたり配給そのものがストップすることもあり、その事が暴動や反乱の引き金になることも。
ボストンはノース・エンドが隔離地域になっている。ボストンの他にもピッツバーグ、アトランタなどに存在しており、アメリカの主要な都市に設けられているようである。
物資不足や配給の遅れ、軍による強権的な管理、隔離地域の維持のための作業への強制召集などで市民の不満は募っているものの、やはり安全に生活できる事は大きく隔離地域に入ろうと試みる者は多いらしい。
寄生菌
文明崩壊の原因となったパンデミックを引き起こした病原体。CBI（脳内感染）を起こす冬虫夏草の一種の真菌で、人間の脳に寄生して思考を乗っ取る。
感染経路は感染者の体液が身体に入る、胞子を吸い込むことによる。潜伏期間は1～2日で菌は脳へ到達するとそこで増殖を始め、思考を乗っ取り身体活動のすべてをコントロールするようになる。症状は凶暴性の発揮、身体からの胞子の放出である。
パンデミックから20年経っても有効な治療法やワクチンは存在していない。WHOによるワクチンテスト失敗後も各地で研究が進められたがジョエル達の旅が始まる5年前を最後に、ワクチンテストは行われていない。
診断は血液検査で抗体価を調べるか、真菌培地で血液培養を行ってコルディセプス（冬虫夏草）の菌を繁殖させることを確認する、MRIで大脳辺縁系における真菌の増大を確認する事で出来る。また、検査機器で耳の後ろの細胞を採取することで数分で結果が出る。動物実験でサルに感染させることが出来ているが、人類以外の動物の間では大規模な変異は見られないのか文明崩壊後の世界では野生動物が繁栄している。
パンデミックが始まった当初、農作物が汚染されていることがアメリカ食品医薬品局(FDA)より発表されているため、食物を通じて経口感染する可能性もある。
また、作中の新聞では当初FDAの発表において南アメリカから輸入した作物が汚染されているとして警告リストに掲載され、その後中央アメリカやメキシコにも範囲が拡大されたと書かれていることから、寄生菌は南米が発生源であることが示唆されている。
立ち寄った場所
ジョエルとエリーが旅した距離は、東海岸からほぼ西海岸まで、約5200キロという距離になる。迷ったり寄り道なしに進んだ場合で、崩壊した世界でない場合でも、単純計算で「車:53時間」「徒歩:1071時間」という壮大な長旅である。これは日本で換算した場合、北海道の最北端から九州の最南端を往復しても足らず、さらに200キロほど長い計算になる。
1. マサチューセッツ州 ボストン
2. マサチューセッツ州 リンカン (ビルの街)
3. ペンシルベニア州　ピッツバーグ (金融街)
4. ワイオミング州 ジャクソン（ジャクソンレイクダム）
5. コロラド州　コロラド大学
6. ユタ州 ソルトレーク (ファイアフライの本拠地)
7. ワイオミング州 ジャクソン（ジャクソンの街）

## マルチプレイ
マルチプレイには3つの対戦モードが用意され、最初にプレイヤーはファイアフライかハンターを選択し、グループと共に12週間（84戦）を生き延びなければならない。グループの生存者を維持・拡大するために対戦から資源を得なければならず、維持に必要な数を上回れば生存者が増え、下回れば生存者が減ってしまう。生存者が0人になるとゲームオーバーとなり、グループ選択からやり直しとなる。
対戦は最大4対4（8人）のチーム戦。プレイヤーは装備ポイントを使用して武器やマルチプレイ用のスキルを装備することができるほか、1回限り使用可能なブースターを使ってゲームをより有利にすすめることもできる。
資源は対戦中、敵を倒すなどして得られる部品の数に応じて、または倒した敵から回収することによって獲得できる。累計獲得資源数によって使用できる武器・スキルや装備ポイントがアンロックされる。キャラクターの外観のカスタマイズも可能で、マスクやヘルメット、ジェスチャーを変更することができる。カスタマイズは生存者の数や12週間後の最終生存者の数によってアンロックされる。
2019年、プレイステーションオフィシャルサイトより、PS3版の『The Last of Us』のオンラインサービス終了が発表された。マルチプレイの実行は、2019年9月4日をもって終了となった。なお、PS4版などについては、現在も継続されている。

### モード
資源争奪戦
チームで20回の復活が可能で、敵を全滅させるか時間切れの時に味方の残機が上回っていればが勝利となる対戦モード。
生き残り戦
復活無しで、敵を全滅させるか時間切れの時に味方の数が上回っていればラウンド勝利となり、4ラウンドを先取した方が勝利となる対戦モード。
金庫争奪戦
ステージ内に隠された敵の金庫を解錠した方が勝利となる対戦モード。敵を尋問することによって金庫の場所を特定することができる。

## 追加エピソード

### Left Behind ‐残されたもの‐
2014年2月14日に配信されたノーティードッグ初の追加エピソード。販売価格は1,500円（税別）。
エリーが主人公となり、ゲーム本編でジョエルとエリーが出会う3週間前のエピソードが展開する。軍の寄宿学校で親友だったライリーとの関係を描く新たな物語で、プレイヤーは二人の少女が繰り広げる冒険を体験する。また、本編でジョエルが大怪我を負った後の、エリーが医療器具を探すエピソードも収録されており、2つの舞台が交互に入れ替わり同時に語られる仕様となっている。
配信日はバレンタインデーと同じ日に設定された。MetacriticでのメタスコアはPS3向けダウンロードコンテンツとして最高スコアを記録した(89/100)。後述するようにPS4版『The Last of Us Remastered』には最初から収録されている。

#### 登場人物
ライリー
声 - 田村睦心 / ヤーニ・キング
本編では名前でのみ登場したエリーの親友。軍の寄宿学校でエリーと共に過ごしていたが、後に憧れていたファイアフライの一員になるために姿を消す。その後は久し振りに彼女の元へ現れ、束の間の行動を共にするが、作中最後で感染してしまう。その後の消息は描かれていないが、本編のエンディングでエリーが「あの子がまず死んで」と語る事から、死亡していると思われる。

## リマスター版
PS4専用タイトルとして『The Last of Us Remastered』のタイトルで発売。今作の特徴として以下の要素がある。
- 1080p、60fpsへのグラフィックの強化。
- 追加エピソード『Left Behind ‐残されたもの‐』及びマルチプレイ用の追加マップ収録。
- カットシーンにおける製作者のオーディオコメンタリー。

## フルリメイク版
ストーリーについては、基本的にオリジナルのものと完全に同一である。
『The Last of Us Part II』を元にして、PS5向けにグラフィック強化がなされている。リマスター版においても、自動車の窓ガラスがテクスチャー画像がベタ張りだったりと、PS2レベルにさえ見える部分が随所にあったが、本作ではそうした問題はすべて改善されている。また難易度のトロフィーがなくなり、簡単にプラチナトロフィーを獲得できるようになっている。
- 4K、60fpsへのグラフィックの強化。
- ロード時間の大幅な短縮。
- ほぼ全ての3Dモデル、テクスチャー素材の変更。
- 武器強化の際のアニメーションの適用。
- ボーナス特典の大幅アップ。
- マルチプレイの収録はなし。

## 評価
6月5日に解禁された大手海外メディアのレビューでは、IGNの10/10を筆頭に満点が続出する高い評価を獲得し、リリースに先立って世界中から称賛を浴びている。Metacriticでは95のスコアを獲得し、GameRankingsでの評価は95%を保持している。特に、IGNは本作を“PS3専用タイトル最高峰の傑作”と称した。また、「週刊ファミ通」2013年7月4日号（6月20日発売）の新作ゲームクロスレビューにてプラチナ殿堂入りとなった（38/40点獲得）。

### 受賞
2014年1月13日時点では、200以上ものメディアでゲーム・オブ・ザ・イヤー（GOTY）を獲得している。なお『グランド・セフト・オートV』は126のメディアでGOTYを受賞しており、同年に発売されたタイトルで唯一『The Last of Us』の獲得数に迫ったタイトルである。24日には受賞数が231を到達し、ついに『The Elder Scrolls V: Skyrim』の記録(226)を破り、ゲーム史上最多のGOTYを獲得したタイトルとなった。なお、受賞数はこれ以降も伸び続けている。
2月には、全米脚本家組合賞ビデオゲーム部門を受賞し、AIASのDICEアワードでは、12部門のノミネート中、GOTYを含む10部門で受賞となる快挙を成し遂げた。また、3月にBAFTAが開催した第10回英国アカデミー賞ゲーム部門の授賞式でもGOTYを含む5部門を受賞した。

### 売上
全世界累計販売本数は2013年6月14日の世界同時発売より約3週間経過した2013年7月3日時点で、340万本を突破し、PlayStation 3(PS3)新規タイトルとして最速のペースで売れたタイトルとなった。日本では6月17日～23日の週間販売ランキングで11.7万本の売り上げを記録し1位となった。
世界同時発売からちょうど9ヶ月後の3月14日には、ディスク版とダウンロード版を合わせた累計販売本数が600万本を突破した。
PS4版は発売から半年で285万本に達している。
発売から5年でリマスター含め累計1700万本以上の売り上げに到達した。

## テレビドラマ
2020年3月、米ケーブルテレビ局HBOが本作をドラマ化することが決まった。
2020年6月には、製作総指揮・パイロット版の監督には『チェルノブイリ』で監督を務めたヨハン・レンクが就任することが明かされた。脚本は、同じく「チェルノブイリ」を手掛けたクレイグ・メイジンが担当し、ゲーム版のクリエイティブ・ディレクターを務めたニール・ドラックマンも製作総指揮として参加する。2021年2月にジョエル役がペドロ・パスカル、エリー役にベラ・ラムジーに決定した。米国にて2023年1月15日午後9時よりHBO Maxで配信・放送されることが発表された。シーズン1は全9話からなる。日本では、翌日にU-NEXTで配信されている。シーズン2の製作も発表されている。
ドラマ版はゲームのストーリーをベースにしており、ゲームでは描かれていない部分も描かれている。また、今作から5年後を舞台にした続編『The Last of Us Part II』の要素も含まれる。